# 奴魯奧斯瑪尼耶清真寺
奴魯奧斯瑪尼耶清真寺（土耳其語：Nuruosmaniye Camii）是一座奥斯曼帝国清真寺，位于土耳其伊斯坦布尔法提赫区的君士坦丁纪念柱附近。它被认为是奥斯曼巴洛克风格清真寺的最佳例证之一。这座清真寺由苏丹马哈茂德一世下令建造，建築師穆斯塔法·阿伽（Mustafa Ağa）和Simon Kalfa，奧斯曼三世时期完成。建筑师采用了巴洛克建筑元素，这座清真寺有一个特别的沐浴喷泉（土耳其語：şadırvan）。奴魯奧斯瑪尼耶清真寺靠近大巴扎的入口、狄奥多西广场以及古老的阿提克阿里帕夏清真寺。